# Нове Курово
Нове Курово (пол. Nowe Kurowo) — село в Польщі, у гміні Старе Курово Стшелецько-Дрезденецького повіту Любуського воєводства.
Населення — 165 осіб (2011).
У 1975-1998 роках село належало до Гожовського воєводства.

## Демографія
Демографічна структура станом на 31 березня 2011 року:
|          | Загалом | Допрацездатний вік | Працездатний вік | Постпрацездатний вік |
| -------- | ------- | ------------------ | ---------------- | -------------------- |
| Чоловіки | 82      | 25                 | 51               | 6                    |
| Жінки    | 83      | 17                 | 49               | 17                   |
| Разом    | 165     | 42                 | 100              | 23                   |